# Afrikas Fußballer des Jahres 2018

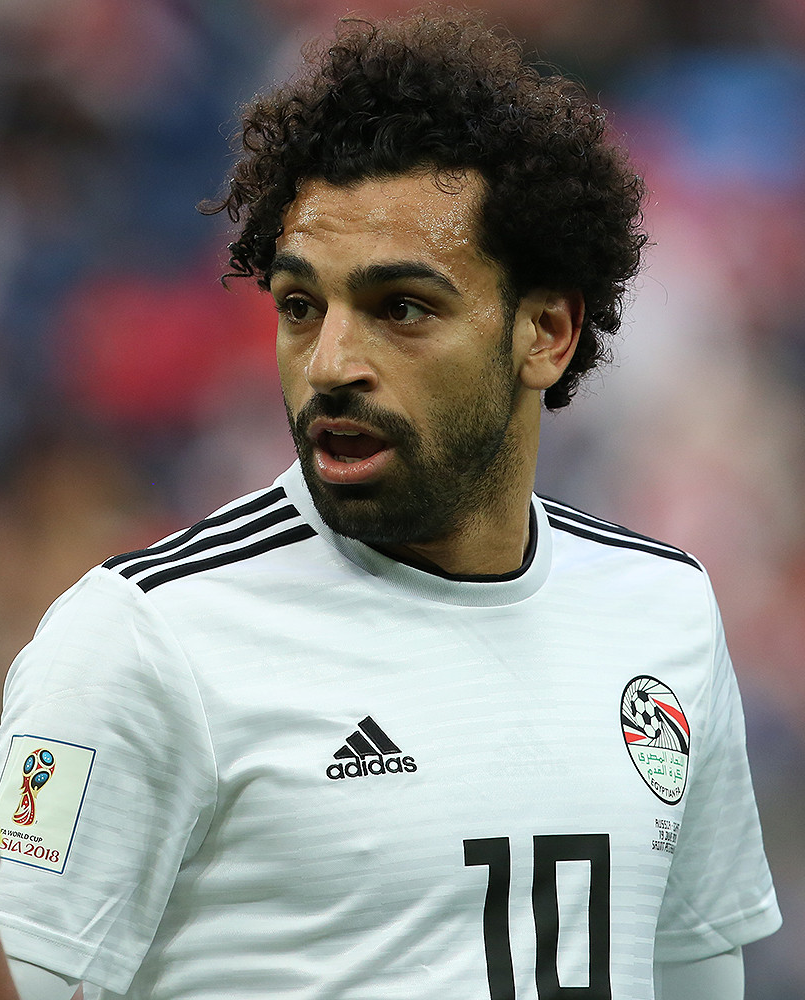
Mohamed Salah (2018)

Afrikas Fußballer des Jahres 2018 (englisch CAF Best African Player of the Year) wurde am 8. Januar 2019 vom Kontinentalverband CAF in der senegalesischen Hauptstadt Dakar gekürt. Gewinner der Auszeichnung war zum zweiten Mal in Folge der Ägypter Mohamed Salah.

## Abstimmungsmodus
Am 30. November 2018 wurden die 34 Kandidaten für die Wahl bekannt gegeben. Die Mitglieder des 18-köpfigen CAF Technical and Development Committee vergaben jeweils fünf, vier, drei, zwei und einen Punkt an die ihrer Meinung nach besten Fußballer aus der Vorauswahlliste. Danach wurden die Punkte addiert. Am 14. Dezember 2018 wurde auf Basis dieser Abstimmung eine Shortlist mit zehn Kandidaten veröffentlicht. Abstimmen durften nach dem gleichen System die Nationaltrainer sowie die Kapitäne der Nationalmannschaften aller 56 CAF-Landesverbände, außerdem je 16 afrikanische Medienexperten und Vereinstrainer sowie zehn Fußball-„Legenden“.

## Ergebnis
| Rang            | Spieler                   | Nationalität | Verein                      | Stimmen |
| --------------- | ------------------------- | ------------ | --------------------------- | ------- |
| 1.              | Mohamed Salah             | Ägypten      | FC Liverpool                | 567     |
| 2.              | Sadio Mané                | Senegal      | FC Liverpool                | 440     |
| 3.              | Pierre-Emerick Aubameyang | Gabun        | FC Arsenal                  | 197     |
| 4.              | Riyad Mahrez              | Algerien     | Manchester City             | 193     |
| 5.              | Medhi Benatia             | Marokko      | Juventus Turin              | 105     |
| 6.              | Alex Iwobi                | Nigeria      | FC Arsenal                  | 100     |
| 7.              | Anice Badri               | Tunesien     | Espérance Tunis             | 64      |
| 8.              | André Onana               | Kamerun      | Ajax Amsterdam              | 49      |
| 9.              | Walid Soliman             | Ägypten      | al Ahly Kairo               | 48      |
| 10.             | Denis Onyango             | Uganda       | Mamelodi Sundowns           | 45      |
| Vorauswahlliste |                           |              |                             |         |
| 11.             | Kalidou Koulibaly         | Senegal      | SSC Neapel                  | 6       |
| 12.             | Ahmed Musa                | Nigeria      | al-Nasr FC                  | 5       |
| 12.             | Hakim Ziyech              | Marokko      | Ajax Amsterdam              | 5       |
| 14.             | Idrissa Gueye             | Senegal      | FC Everton                  | 4       |
| 15.             | Wahbi Khazri              | Tunesien     | AS Saint-Étienne            | 3       |
| 16.             | Ben Malango               | DR Kongo     | TP Mazembe                  | 2       |
| 17.             | Ayoub El Kaabi            | Marokko      | Hebei China Fortune         | 1       |
| 17.             | Naby Keïta                | Guinea       | FC Liverpool                | 1       |
| 17.             | Percy Tau                 | Südafrika    | Royale Union Saint-Gilloise | 1       |

Weitere Kandidaten auf der Vorauswahlliste, die jedoch keine Stimme erhielten, waren:
| - Abdelmoumene Djabou (ES Sétif) - Ahmed Gomaa (al-Masry) - Faneva Andriatsima (Clermont Foot) - Franck Kom (Espérance Tunis) - Jacinto Muondo Dala (CD Primeiro de Agosto) - Ismail Haddad (Wydad Casablanca) - Jean-Marc Makusu Mundele (AS Vita Club) - Mahmoud Benhalib (Raja Casablanca) | - Moussa Marega (FC Porto) - Odion Ighalo (Changchun Yatai) - Taha Yassine Khenissi (Espérance Tunis) - Thomas Partey (Atlético Madrid) - Wilfried Zaha (Crystal Palace) - Yacine Brahimi (FC Porto) - Youcef Belaïli (Espérance Tunis) |